# Dayah Muara
Dayah Muara is een bestuurslaag in het regentschap Pidie van de provincie Atjeh, Indonesië. Dayah Muara telt 496 inwoners (volkstelling 2010).